# Зон, Борис Вульфович
Борис Вульфович Зон (27 февраля (11 марта) 1898, Сызрань, Самарская губерния — 10 июня 1966, Ленинград) — советский актёр, театральный режиссёр и педагог. Заслуженный артист РСФСР (1934).

## Биография
Борис Зон родился 27 февраля (по старому стилю) 1898 года в Сызрани Самарской губернии, в семье врача Вульфа Габриэлевича Масин-Зона и Евы Самсоновны Масин-Зон. Дед, Габриэль Лейбович (Гавриил Львович) Масин-Зон (1849—1915), уроженец Дисны (Виленская губерния), был часовых дел мастером в Симбирске. Рано оставшись без матери, воспитывался отцом — выпускником медицинского факультета Казанского университета (1886), который в 1900 году был назначен городским санитарным врачом Сызрани и по совместительству служил штатным врачом местной женской гимназии.
После окончания реального училища в Сызрани, учился в Коммерческом институте в Москве, потом на юридическом факультете Московского университета, оставил учёбу и поступил в школу-студию при Театре В. Ф. Комиссаржевской в Москве. Педагогами Бориса Зона были Ф. Ф. Комиссаржевский, В. Г. Сахновский, И. Н. Певцов.
Сценическую деятельность начал в 1917 году как актёр в театре им. В. Ф. Комиссаржевской в Москве. В 1918 году возвратился в Сызрань, где в 1920 году играл роль Барона в пьесе «На дне» в летнем сезоне Пролетарского театра.
Борис Зон является одним из основных деятелей тюзовского движения; в 1921—1935 годах, сначала как актёр, а затем как режиссёр, работал в Ленинградском ТЮЗе. Режиссёр-постановщик первых 8 пьес Евгения Шварца. Поставил спектакли: «Том Сойер» по Марку Твену, «Дон Кихот» по Мигелю де Сервантесу, «Плоды просвещения», «Винтовка 492116» Александра Крона, «Клад» Евгения Шварца.
С 1935 по 1945 год Борис Зон был директором и художественным руководителем Ленинградского Нового театра юного зрителя. В этом театре поставил спектакли: «Музыкантская команда» и «Большевик» Дэля, «Сказки Пушкина», «Борис Годунов», «Снежная Королева» Шварца. В качестве режиссёра работал и в других театрах.
С 1923 года Зон вёл педагогическую работу, с 1940 года был профессором сначала Ленинградского театрального института имени А. Н. Островского, а затем и образованного на его основе Ленинградского института театра, музыки и кинематографии. В 1933—1938 годах учился у К. С. Станиславского, детально записанные его «Встречи со Станиславским» опубликованы в 1955 и 2011 годах. Олег Ефремов считал Бориса Зона «одним из последних и, может быть, наиболее толковых учеников Станиславского», а Г. А. Товстоногов — «лучшим в СССР театральным педагогом».
Наиболее известен Зон как театральный педагог. Среди его учеников актёры и режиссёры Борис Блинов, Павел Кадочников, Николай Трофимов, Юлия Шемякина (Предтеченская), Елена Андерегг, Владислав Андрушкевич, Александр Белинский, Игорь Владимиров, Сергей Гиппиус, Давид Карасик, Станислав Клитин, Зиновий Корогодский, Оскар Ремез, Эмма Попова, Зинаида Шарко, Алиса Фрейндлих, Ариадна Кузнецова, Эммануил Виторган, Леонид Дьячков, Светлана Карпинская, Сергей Коковкин, Александра Назарова, Александр Прошкин, Ольга Антонова, Лев Додин, Виктор Костецкий, Леонид Мозговой, Сергей Надпорожский, Наталья Тенякова, Владимир Тыкке и другие мастера театра, кино, телевидения и эстрады.
Зинаида Шарко много лет спустя вспоминала: «Приехали мы с Эммой Поповой из дальних мест: я из Чебоксар (Чувашская АССР), а Эммочка Попова, ставшая потом великой русской актрисой, из какой-то глухой деревеньки Новочеркасской области. Почему же он обеих нас взял?.. У него был поразительно цепкий глаз на одарённого человека. Почему никогда не стану преподавать? Да потому, что видела педагога от Бога. Мы все были его детьми. Он занимался не только нашим профессиональным воспитанием, но и человеческим; если хотите, гражданским тоже. Всем лучшим в себе я обязана Борису Вульфовичу Зону. Нас с Эммой он приглашал домой шаляпинские пластинки слушать. Он терпеливо влюблял меня в Ленинград…»

Является автором многих статей о театральном искусстве.
Умер в Ленинграде 10 июня 1966 года.

## Семья
Брат — адвокат Александр Всеволодович Масин-Зон, выпускник юридического факультета Санкт-Петербургского университета (1911).
Дядя — лесовод Рафаэль Габриэлович (Рафаил Гаврилович) Зон.
Двоюродный брат — нарком внутренних дел СССР Генрих Ягода (сын сестры отца — Марии Гавриловны Масин-Зон). Двоюродная сестра — доктор медицинских наук, профессор Татьяна Ивановская, патологоанатом.

## Работы в театре

### Актёр
- «На дне» М. Горького — Барон[13]

### Режиссёр
Ленинградский ТЮЗ
- «Том Сойер», по роману Марка Твена
- «Дон Кихот», по мотивам романа М. Сервантеса
- «Плоды просвещения»
- «Винтовка 492116» А. Крона
- 1929 — «Ундервуд» Е. Шварца / совместно с А.Брянцевым
- 1933 — «Клад» Е. Шварца

Новый театр юного зрителя (1935 — 1945)
- «Музыкантская команда» Даниила Дэля
- «Сказки Пушкина»
- «Борис Годунов» А. С. Пушкина
- 1939 — «Снежная королева» Е. Шварца
- 1940 — «Большевик» Даниила Дэля (совм. с Т. Г. Сойниковой)

Ленинградский театр Комедии
- 1946 — «На всякого мудреца довольно простоты» А. Н. Островского, худ. Николай Акимов

Малый оперный театр
- «Свадьба Фигаро» В. А. Моцарта

Большой драматический театр
- «Женитьба Фигаро» П. О. Бомарше

Театр им. Ленсовета
- «Хождение по мукам», по роману А. Н. Толстого